# Gravisca
Gravisca (in antiken Quellen häufiger Graviscae genannt) ist der lateinische Name einer etruskischen Stadt, die als Hafen von Tarquinia fungierte. Der etruskische und griechische Name des Ortes sind unbekannt. Lange Zeit war die genaue Lage von Gravisca umstritten, bis Reste der antiken Stadt 1969 bei Ausgrabungen an der Küste südlich der Mündung des Flusses Marta in der Nähe der Ruinen des späteren päpstlichen Hafens Porto Clementino gefunden wurden. Die Ausgrabungen befinden sich am Südrand von Lido di Tarquinia, einem Stadtteil von Tarquinia.
Ausgrabungen haben für die etruskische Zeit bisher vor allem die Reste mehrerer Heiligtümer aus der Zeit um 600 v. Chr. erbracht. Diese waren der Aphrodite, der Hera und der Demeter geweiht, später kam ein Kult für Adonis hinzu. Es fanden sich zahlreiche griechische Inschriften, die auf die Anwesenheit vieler griechischer Händler deuten, darunter wohl auch der aus Herodot bekannte Sostratos von Ägina. Gravisca war wohl ein Emporion, eine Art griechische Handelsniederlassung, wofür auch die zahlreichen Funde von hochwertiger Keramik und Lampen aus dem griechischen Raum deuten.
Gravisca wurde 181 v. Chr. von den tresviri coloniae deducendae Gaius Calpurnius Piso, Publius Claudius Pulcher und Gaius Terentius Istra als römische Bürgerkolonie eingerichtet. Aufgrund seiner ungesunden Lage in sumpfiger Küstenregion blieb Gravisca in der Folge ein bescheidener Ort, der nicht an die Größe und den Reichtum seiner etruskischen Phase herankam. Er hatte nur über eine Straße Anschluss an die Via Aurelia. Plinius der Ältere erwähnt, dass die Stadt Produkte wie Korallen und Wein ausführte. Von der römischen Stadt, die bis in die Spätantike bestand, sind umfangreiche Reste archäologisch erforscht worden. Ihr Straßennetz war regelmäßig angelegt; entdeckt wurden u. a. ein luxuriöser Palast und ein Friedhof (2.–4. Jahrhundert n. Chr.). Nach den Grabungsergebnissen brannten Teile von Gravisca beim Einfall der Westgoten unter Alarich I. (408 bis 410 n. Chr.) nieder, und laut dem römischen Dichter Rutilius Claudius Namatianus   war der Ort 416 n. Chr. ziemlich verfallen, doch blieb er auch weiterhin besiedelt, da hier noch für das Jahr 504 ein Bischof belegt ist.

## Weblink
- Lageplan und Fotos (ital.)